# Gomphosus

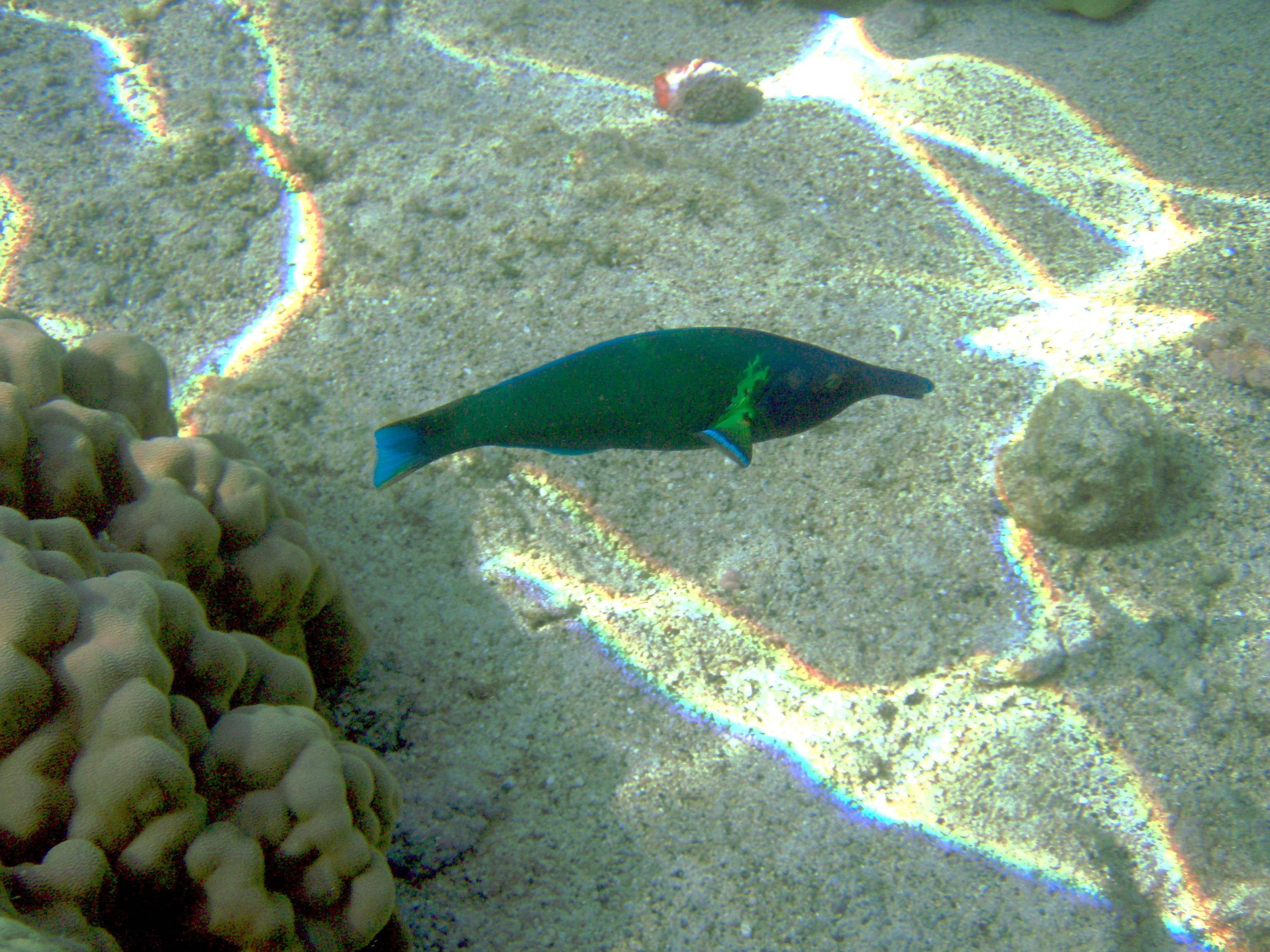
Gomphosus varius

 Gomphosus és un gènere de peixos de la família dels làbrids i de l'ordre dels perciformes.

## Taxonomia
- Gomphosus caeruleus (Lacépède, 1801)
- Gomphosus varius (Lacépède, 1801)[1][2]